# El último adiós de Bette Davis
El último adiós de Bette Davis és una pel·lícula documental espanyola del 2014 dirigida per Pedro González Bermúdez, coautor també del guió amb Juan Zavala, sobre la visita de Bette Davis al 65è Festival Internacional de Cinema de Sant Sebastià, l'última aparició pública de la diva de Hollywood. Fou projectada a la Secció Zabaltegi del Festival Internacional de Cinema de Sant Sebastià 2014.

## Sinopsi
Al Festival Internacional de Sant Sebastià de 1989 se li va atorgar el Premi Donostia a Bette Davis. Tot i que tenia 81 anys i un estat de salut força delicat, l'actriu va fer un viatge des de Los Angeles amb escales a Nova York, París i Biarritz fins a Sant Sebastià. Allotjada a l'Hotel María Cristina, s'hi va tancar cinc dies planificant detalladament les seves aparicions públiques. A la cerimònia de lliurament va gaudir recordant la seva carrera. Després va decidir allargar l'estada, però poc després va començar a trobar-se malament i fou traslladada a l'Hospital Americà de París, on va morir pocs dies després.

## Nominacions
Fou nominada al Goya a la millor pel·lícula documental als XXIX Premis Goya.